# Frontilabrus caeruleus
Frontilabrus caeruleus (лат.) — вид экваториальных лучепёрых рыб семейства губановых. Единственный вид рода Frontilabrus.
Frontilabrus caeruleus описан в 1989 году по единственному экземпляру. Этот единственный представитель (самец) был выловлен как молодая особь вблизи Мальдивских островов и в 1985—1986 годах выращивался в музее-аквариуме университета Нанси, достигнув длины 9,4 см. Численность популяции вида F. caeruleus неизвестна, однако, по-видимому, эта популяция немногочисленна и её ареал ограничен. Неизвестно также, каким угрозам может подвергаться данный вид.